# Adam Lambert
Adam Mitchel Lambert (Indianapolis, 29 januari 1982), opgegroeid in San Diego, is een Amerikaanse singer-songwriter en acteur. Sinds 2009 heeft hij wereldwijd meer dan 3 miljoen albums verkocht en meer dan 5 miljoen singles.
Als kind speelde hij in amateur-theaterproducties. Hij zette dit voort als volwassene en verscheen in professionele producties in zowel de Verenigde Staten als in het buitenland.
Lambert werd bekend bij het grote publiek toen hij in 2009 runner-up werd (de tweede plaats kreeg)
in het achtste seizoen van American Idol. Hij tekende een platencontract bij 19 Entertainment, dat samenwerkt met RCA Records, en bracht zijn eerste studioalbum For Your Entertainment uit in 2009. Het album debuteerde als nummer drie in de Amerikaanse Billboard 200 en bereikte in verschillende landen de top 10. In april 2012 werden bijna twee miljoen verkopen geregistreerd wereldwijd. De singles van het album For Your Entertainment, Whataya Want From Me en If I Had You kenden ook internationaal succes met 4,2 miljoen verkochte exemplaren wereldwijd. Voor zijn zangprestaties in Whataya want from me werd Lambert genomineerd voor een Grammy in de categorie Best Male Pop Vocal Performance. In 2010 volgde een wereldwijde solotournee, Glam Nation. Hiervan verscheen een live-cd en -dvd: Glam Nation Live (2011).
In mei 2012 bracht Lambert zijn tweede studioalbum Trespassing uit. Het album debuteerde op de eerste plaats in de Amerikaanse Billboard 200. Hiermee was Lambert de eerste openlijk homoseksuele artiest die deze lijst aanvoerde. In 2015 bracht Lambert zijn derde studioalbum The Original High uit wat debuteerde op de derde plaats in de Amerikaanse Billboard 200. In 2016 volgde als promotie van dit album een wereldwijde solotournee, The Original High Tour. In maart 2020 kwam zijn vierde studioalbum VELVET uit. De release viel samen met de uitbraak van de COVID-19-pandemie wat de promo voor dit album volledig in het water liet vallen.
Naast zijn solowerk werkt Lambert ook samen met de rockband Queen, waarvoor hij sinds 2011 de leadzang verzorgt. Deze samenwerking resulteerde in een wereldwijde concerttournee in 2014 en 2015, een festivaltournee in 2016, een wereldwijde concerttournee in 2017 en 2018 en na het succes van de film Bohemian Rhapsody nogmaals een wereldwijde concerttournee in 2019, 2020 en 2022.
Lambert staat bekend om zijn flamboyante, theatrale en androgyne stijl met een krachtige en technisch opgeleide tenorstem met multioctaafbereik. Hij ontving meerdere prijzen en werd meerdere keren genomineerd, onder andere voor een Grammy Award voor Best Male Pop Vocal Performance in 2011 en een Honorary GLAAD Media Award in 2013.

## Biografie

### 2001 - 2008
Op negentienjarige leeftijd had Lambert zijn eerste professionele job als performer op een cruiseschip voor 10 maanden. Op 21-jarige leeftijd tekende hij voor een Europese tournee van de bekende musical Hair. "Dat was voor mij een persoonlijk een enorm keerpunt. Omdat ik me eindelijk goed in mijn vel begon te voelen. Ik ontdekte een heleboel over mezelf. Seks, drugs en Rock 'n Roll, een hele hoop daarvan."
In 2001 verscheen hij in de productie van Brigadoon en een productie van 110 in the Shade, waarna hij als Joshua in The Ten Commandments: The Musical gecast werd aan de zijde van Val Kilmer. Lambert, toen nog onbekend, was een van de weinige aspecten die de productie een positieve reactie opleverden. Lambert werd al gauw opgemerkt door de casting director van Wicked the Musical, die Lambert aannam als vervanger voor de rol van Fiyero. Lambert was deel van de groep voor de eerste nationale tournee van de musical in 2005 en in de Los Angeles productie van 2007.
Sinds 2004 verscheen hij ook regelmatig in de Upright Cabaret en The Zodiac Show, die mede opgericht werd door Carmit Bachar van The Pussycat Dolls. Tijdens deze periode verscheen Lambert ook tijdelijk als frontman van de groep The Citizen Vein met o.a. Monte Pittman, die nu als gitarist van Madonna werkt.

### 2009:American Idol
Lambert deed auditie voor American Idol in San Francisco, Californië. Hij zong Rock With You van Michael Jackson en Bohemian Rhapsody van Queen. Lambert was een succes bij de jury alhoewel Simon Cowell zijn zorgen had omtrent Lamberts theatraliteit. Randy Jackson vond dit juist hedendaags. Hij ging na de Hollywood Week uiteindelijk door naar de top 36 waar hij I Can't Get No zong en hiermee voldoende stemmen kreeg voor de top 13, wat hem in de liveshows bracht. Daar zong hij o.a. Michael Jackson's Black Or White, een herwerkte versie van Ring Of Fire en Cryin'. Hoogtepunten waren er in de Motown Week en A song of the year you were born, waar hij respectievelijk The Tracks Of My Tears en Mad World zong. Hiervoor kreeg hij respectievelijk een staande ovatie van Smokey Robinson, de singer-songwriter van The Tracks Of My Tears, en Simon Cowell. Voor Simon Cowell was dit de eerste staande ovatie sinds het begin van American Idol in 2001.
In de finale zong hij Mad World, A Change Is Gonna Come en het lied geschreven voor de winnaar van American Idol: No Boundaries. Over zijn toekomstige carrière zei jurylid Paula Abdul dit: "Tijdens het volledige seizoen was je de beste, meest originele deelnemer die we ooit in deze show hebben gezien. Het hele idee van deze show is het vinden van een wereldwijde ster en ik geloof volledig dat we deze met jou gevonden hebben."
De finaleshow werd afgesloten met een duet van medekandidaat Kris Allen en Lambert met Queen, waar ze We Are The Champions zongen. Lambert werd uiteindelijk tweede, na winnaar Kris Allen.

### 2009 - 2011:For Your EntertainmentenGlam Nation Tour
For Your Entertainment, Lamberts eerste solostudioalbum, kwam uit op 23 november 2009 en debuteerde op nummer 3 in de Amerikaanse Billboard 200. In de eerste week na verschijnen werden in de Verenigde Staten 198.000 exemplaren verkocht. In april 2012 waren wereldwijd bijna 2 miljoen exemplaren over de toonbank gegaan.
For Your Entertainment, dat geproduceerd werd door Claude Kelly en Dr. Luke, werd de eerste single. Op 22 november 2009 zong Lambert zijn eerste single For Your Entertainment op de American Music Awards. Dit was zijn eerste live optreden sinds het einde van American Idol. Andere shows waarin hij verscheen waren o.a. Late Show with David Letterman, de seizoensfinale van So You Think You Can Dance, The Jay Leno Show en The Oprah Winfrey Show. Het was echter de tweede single van het album, Whataya Want From Me, geschreven door P!nk, dat wereldwijd impact maakte. Met dit nummer werd Lambert genomineerd voor een Grammy Award voor Best Male Pop Vocal Performance.
In april 2010 keerde Lambert terug naar American Idol als mentor tijdens de Elvis Presley themaweek, waar hij ook optrad tijdens de live show. Hij was hiermee de eerste American Idol deelnemer die nadien als mentor terugkeerde.
Glam Nation was de eerste soloconcerttournee van Lambert en deze begon in juni 2010. Deze tournee trok door heel de Verenigde Staten en Canada, waarna data werden toegevoegd in Azië, Oceanië en Europa. Het was de eerste keer dat een American Idol-deelnemer met zijn debuutalbum meteen internationaal op tournee ging. In totaal waren er 113 shows, bijna allemaal uitverkocht. Die in Indianapolis, waar Lambert geboren werd, werd opgenomen om later de Glam Nation Live-cd en -dvd te worden. Deze kreeg zeer positieve beoordelingen. Later verscheen ook nog een Acoustic Live!-cd, waarop akoestische versies van enkele liedjes te horen zijn.
In november 2011 trad Lambert met Queen als leadzanger op tijdens de MTV Europe Music Awards in Belfast, waar de band de Global Icon Award in ontvangst nam. Ze sloten de show af met een medley van Queens bekendste nummers The Show Must Go On, Under Pressure, We Will Rock You en We Are The Champions.

### 2012 - 2013:Trespassing
Lamberts tweede studioalbum, Trespassing, werd uitgebracht op 15 mei 2012. De titeltrack werd samen met Pharrell Williams geschreven. Better Than I Know Myself werd de eerste single en werd digitaal uitgebracht op 20 december 2011. Zijn tweede single, Never Close Our Eyes, werd geschreven door Bruno Mars en verscheen digitaal op 17 april 2012, gevolgd door positieve beoordelingen. In 2012 keerde Lambert voor de derde keer terug naar American Idol om zijn tweede single live te brengen. Een volledige tournee kwam er met dit album niet, maar Lambert gaf wel meerdere solo concerten in Azië en Europa in februari en maart van 2013.

### 2015 - 2016:The Original High
Op 12 juli 2013 werd bekend dat Lambert zijn contract met platenlabel RCA zou opzeggen. RCA wilde dat hij een coveralbum zou maken, maar Lambert zag dat niet zitten en vertrok. Een dag daarna kreeg hij naar eigen zeggen een contract aangeboden door Warner Music Group. Begin 2014 heeft hij in Zweden samen met producers Max Martin en Shellback twee maanden fulltime gewerkt aan zijn derde album dat The Original High heet en in juni 2015 is verschenen. Het album kwam een week na uitkomen binnen op nummer 10 in de Album Top 100 en is daarmee zijn hoogste album positie ooit in de Nederlandse hitparade. In de Amerikaanse Billboard 200 debuteerde dit album op nummer 3 waarmee al zijn studioalbums zijn gedebuteerd in de top 3. Ook in andere landen werd het album goed ontvangen met top 10-posities in het Verenigd Koninkrijk, Canada, Australië, Nieuw-Zeeland, Korea, Finland, Polen, Tsjechië en Hongarije.
De eerste single van het album heet Ghost Town en werd wereldwijd uitgebracht op 21 april 2015. In Nederland bereikte Ghost Town op 24 juli 2015 de platina-status. Op 11 oktober 2015 ontving Lambert in het programma Kun je het al zien? van Paul de Leeuw drievoudig platina uitgereikt voor zijn single Ghost Town. De single was een groot internationaal succes.
De tweede single van het album heet Another Lonely Night en werd uitgebracht in oktober 2015. De videoclip werd uitgebracht op 9 oktober 2015.
In de tweede helft van 2015 werd bekend dat het commerciële succes van het album en de eerste single voldoende waren voor een nieuwe internationale solotournee voor Lambert, onder de noemer The Original High Tour. De tournee begon op 31 december 2015 in Singapore met een speciaal oudejaarsconcert. Daarna ging de tournee in januari 2016 verder met 16 concerten in China, Japan, Korea, Nieuw-Zeeland en Australië en Dubai. In november 2015 werden 16 concerten in Europa aangekondigd voor april en mei 2016. Dit Europese gedeelte startte met een concert in de Heineken Music Hall in Amsterdam op 13 april 2016 en deed daarna Engeland, Rusland, Estland, Finland, Zweden, Noorwegen, Denemarken, Duitsland, Polen, Oostenrijk, Italië en Zwitserland aan. Op 11 januari 2016 werden 22 concerten in de Verenigde Staten toegevoegd aan de tournee voor februari en maart.
Op 17 maart 2016 bracht Lambert onverwachts een nieuwe single uit met de titel Welcome to the Show. Op de single is ook de Zweedse zangeres Laleh te horen. De single bereikte de 13e plaats in de Nederlandse tipparade en was geen grote hit. De verrassing was daarom ook groot toen op 7 juli 2016 een videoclip uitkwam geproduceerd door Lambert zelf. Samen met de videoclip bracht Lambert een brief naar buiten waarin hij mensen wil inspireren om jezelf te vieren ongeacht of je nu binnen de 'normale' normen en waarden van de wereld past. De single en de videoclip zijn daarnaast een cadeau voor zijn fans die hem jaren hebben gesteund en hem een doel hebben gegeven om verder te gaan met muziek maken.
Op 25 maart 2016 werd door Steve Aoki en Felix Jaehn een dance single uitgebracht genaamd Can't Go Home waarop Lambert de vocalen verzorgd. In augustus werden twee remixes uitgebracht van Can't Go Home. Het Nederlandse duo Noisecontrollers was verantwoordelijk voor een hardstyle remix welke in juli al was gedraaid door Steve Aoki tijdens zijn set op Tomorrowland. Op 12 augustus 2016 brachten het Amerikaanse dj duo Tritonal samen met Amerikaanse producer Jenaux ook een dance single uit met Lambert als zanger genaamd Broken.
In juni 2016 werd bekend dat Lambert in het najaar van 2016 zal plaatsnemen als jurylid bij de Australische X-factor.

### 2019 - 2020:VELVET
Op 21 februari 2019 bracht Lambert Feel Something uit als single wat een opmaat werd naar zijn vierde studioalbum VELVET. Als begeleiding bij het nummer bracht Lambert een bericht naar buiten dat hij na zijn laatste album en tour last had gehad van depressies en erg getwijfeld heeft over zijn werk als artiest. Een week later werd een Live Session video gepubliceerd op Lamberts YouTube kanaal. Op 15 maart 2019 volgde New Eyes inclusief muziek video en op 25 juni 2019 werd Comin In Hot gepubliceerd inclusief muziek video. Begin september 2019 werd duidelijk dat VELVET:Side A op 27 september uit zou komen. Deze Side A werd uitgebracht als EP en bevatte 6 nieuwe nummers van VELVET waaronder de op 4 september 2019 uitgebrachte single Superpower.

## Queen + Adam Lambert
Het was de bedoeling dat Lambert in 2012 met Brian May en Roger Taylor (Queen) op Sonisphere zou staan, maar dit optreden werd om niet bekendgemaakte redenen geannuleerd. Ter vervanging van dit optreden kwamen er drie concerten in de Hammersmith Apollo en drie optredens in Oost-Europa. In 2013 volgde een optreden tijdens het iHeart radio festival in Las Vegas.

### 2014 - 2015:Once In A Lifetime Tour
Na het succes van de eerdere shows in 2012 werd in maart 2014 een Noord-Amerikaanse tournee aangekondigd. Deze begon op 19 juni 2014 in Chicago en eindigde aanvankelijk op 4 september 2014 in Auckland, Nieuw-Zeeland. De tournee was een groot succes met uitverkochte zalen op de meeste locaties. Door grote vraag vanuit Europa werd de tournee enkele maanden later ook uitgebreid met een Europees gedeelte. Deze begon op 31 december 2014 in Londen, met een exclusief nieuwjaarsconcert, en eindigde op 27 februari 2015 in Sheffield, Verenigd Koninkrijk. Deze tournee kwam ook langs Amsterdam, Nederland en Brussel, België, met concerten op respectievelijk 30 januari 2015 in de Ziggo Dome te Amsterdam en 8 februari 2015 in Paleis 12 te Brussel. Door ziekte van zanger Adam Lambert moest het concert in Brussel geannuleerd worden. Hierover tweette Lambert het volgende: "Brussel, spijtig genoeg moeten we de show vanavond annuleren. Het laatste wat ik wil doen is jullie teleurstellen, maar op doktersadvies heb ik volledige bedrust om beter te worden."
Op de officiële website van Queen schreven Brian May en Roger Taylor het volgende: "We zijn geschokt en teleurgesteld dat we het concert in Brussel moesten annuleren nadat Adam een zware bronchitis heeft opgelopen. We willen ons verontschuldigen voor al degenen die speciaal naar Brussel reisden om naar de show te komen. We waarderen jullie ongelooflijke trouw. Toeren in de winter is altijd een grote druk op de menselijke stem en we doen er alles aan om Adam op tijd te genezen om de tournee af te maken. Onze oprechte verontschuldigen en beste wensen voor jullie allemaal." De show in Brussel was het enige concert dat geannuleerd werd.

### 2015:Don't Stop Them Now Tour
Op 27 februari 2015, aan het einde van de tournee in Europa, werd aangekondigd dat Queen + Adam Lambert de hoofdact zou zijn op de eerste avond van het Rock in Rio festival in Brazilië op 18 september 2015 in het kader van het 30-jarig bestaan van dit festival. In april werden vervolgens meer concerten aangekondigd in Săo Paulo en Porto Alegre, Brazilië en een concert in Santiago in Chili. Later werden nog twee concerten in Argentinië toegevoegd aan de concertreeks, namelijk in Buenos Aires en Córdoba. Hierdoor kwam het totaal aan concerten in Zuid-Amerika op zes.

### 2016:Summer Festival Tour
In de zomer van 2016 waren Queen + Adam Lambert opnieuw samen op tournee. Deze keer deden ze verschillende festivals door heel Europa aan in mei en juni. Op 14 december 2015 werd bekendgemaakt dat Queen + Adam Lambert hun geannuleerde concert in Brussel van 8 februari 2015 opnieuw zouden doen op 15 juni 2016 in Paleis 12, dezelfde locatie als waar ze de keer ervoor ook zouden optreden. Andere locaties waren onder andere Portugal, Finland, Zweden, Duitsland, Italië en het Isle of Wight Festival in het Verenigd Koninkrijk. Tijdens de tournee door Europa werd bekend dat Queen + Adam Lambert in september een vervolg zouden geven aan de Summer Tour met in totaal negen concerten in Tel Aviv, Singapore (als onderdeel van de Formule 1-wedstrijd), Taipei, Tokio (3 concerten), Shanghai, Hong Kong en Bangkok. De tournee begon op 12 september en eindigde op 30 september.

### 2017-2018:Queen + Adam Lambert tour 2017-2018
Begin 2017 werd aangekondigd dat Queen + Adam Lambert voor de tweede keer op tournee zouden gaan in Noord-Amerika met 26 concerten in de zomer van 2017. In april werden vervolgens 26 concerten aangekondigd in Europa voor november en december 2017, waaronder een concert in de Ziggo Dome op 13 november 2017. Nog voor de tournee begon in Amerika werden vervolgens 10 concerten in Nieuw-Zeeland en Australië toegevoegd voor februari en maart 2018. In februari 2018 werden nogmaals 16 concerten in Europa aangekondigd waarbij voornamelijk steden werden bezocht die in november en december 2017 niet waren bezocht. Ook Nederland was weer onderdeel van deze concerten met ditmaal een concert in de Rotterdam Ahoy op 27 juni 2018. Als afronding van deze tournee werden 10 concerten in Las Vegas gegeven in september 2018.

### 2019-2022:The Rhapsody Tour
Na het grote succes van de film Bohemian Rhapsody in november 2018 werd begin december 2018 de derde Noord-Amerika tournee van Queen + Adam Lambert aangekondigd. In de zomer van 2019 zijn in de maanden juli en augustus 25 concerten gegeven in 23 steden in zowel Amerika als Canada. Deze tournee is door Queen als uitverkocht gemeld in april 2019. Vlak daarna werd bekend dat de tournee voortgezet zou worden in 2020 met 4 concerten in Japan in januari en 10 concerten in Nieuw-Zeeland en Australië in februari 2020. Daar werden al snel 2 concerten in Zuid-Korea aan toegevoegd. In september 2019 werd aangekondigd dat de tournee ook Europa weer aan zou doen met dit keer twee keer een optreden in de Ziggo Dome in Amsterdam eind mei 2020. Dit Europees gedeelte bevat maar liefst 10 concerten in de O2 in London en bestaat na het toevoegen van nog een aantal concerten in december 2019 uit 27 concerten in 13 steden. Eind maart 2020 werd bekend dat het Europese gedeelte van de tournee wordt verplaatst naar 2021 in verband met de COVID-19-pandemie. Begin februari 2021 zijn de concerten nogmaals verplaatst naar 2022. De data zijn daarbij wel wat aangepast met de twee concerten in de Ziggo Dome verplaatst naar 1 en 2 juli 2022. Het concert in het Antwerpse Sportpaleis is verplaatst naar 15 juli 2022. Zowel in 2021 als in 2022 zijn concerten toegevoegd aan de tour wat het totaal aan geplande concerten voor 2022 op 36 brengt in 18 verschillende steden.

## Acteur
In 2012 had Lambert een gastrol in de Halloween-aflevering van de serie Pretty Little Liars.
In 2014 en 2015 speelde Lambert in het vijfde seizoen van de Amerikaanse serie Glee vijf afleveringen Elliott 'Starchild' Gilbert, een muzikant uit New York die auditie doet voor de band van Kurt Hummel. Door de interactie tussen Kurt en Elliott wordt de aanpassing van Kurt aan New York een stuk makkelijker en wordt ook de muziekkeuze voor Kurt gevarieerder. Lambert zong diverse nummers in Glee, waaronder Marry the Night van Lady Gaga, Into the Groove van Madonna, Roar van Katy Perry en Rockstar van A Great Big World.
Lambert was vrijwel elk seizoen te zien als gastmentor in het programma American Idol. In 2015 verving hij Keith Urban als jurylid voor de auditierondes in New York.
Begin 2016 werd bekend dat Lambert was gecast als  Eddie in een remake van The Rocky Horror Picture Show. Dit personage werd in de oorspronkelijke versie vertolkt door Meat Loaf.
In de film “Bohemian Rhapsody” (2018) maakt Lambert een cameo als een vrachtwagenchauffeur waar Freddie (gespeeld door Rami Malek) een oogje op heeft.

## Stem
Lambert heeft een kenmerkende stem met groot bereik. Zowel zijn stem als manier van optreden vertonen gelijkenissen met Freddie Mercury. Brian May heeft zich lovend uitgesproken over Lambert en gaf aan dat Lambert alle Queen-nummers in de originele toonhoogtes kan zingen, iets waar Mercury soms moeite mee had en daarom soms vermeed.

## Discografie

### Albums
| Album met eventuele hitnotering(en) in de Nederlandse Album Top 100 | Datum van verschijnen | Datum van binnenkomst | Hoogste positie | Aantal weken | Opmerkingen |
| ------------------------------------------------------------------- | --------------------- | --------------------- | --------------- | ------------ | ----------- |
| For your entertainment                                              | 03-05-2010            | 08-05-2010            | 25              | 10           |             |
| Glam nation Live                                                    | 18-03-2011            | 26-03-2011            | 99              | 1            | Livealbum   |
| Trespassing                                                         | 11-05-2012            | 19-05-2012            | 30              | 2            |             |
| The Original High                                                   | 12-06-2015            | 20-06-2015            | 10              | 7            |             |

| Album met hitnotering(en) in de Vlaamse Ultratop 200 albums | Datum van verschijnen | Datum van binnenkomst | Hoogste positie | Aantal weken | Opmerkingen |
| ----------------------------------------------------------- | --------------------- | --------------------- | --------------- | ------------ | ----------- |
| For your entertainment                                      | 23-11-2009            | 15-05-2010            | 56              | 7            |             |
| Trespassing                                                 | 11-05-2012            | 19-05-2012            | 64              | 4            |             |
| The original high                                           | 12-06-2015            | 20-06-2015            | 61              | 5            |             |
| VELVET                                                      | 20-03-2020            | 27-03-2020            | 112             | 1            |             |

### Singles
| Single met eventuele hitnotering(en) in de Nederlandse Top 40 | Datum van verschijnen | Datum van binnenkomst | Hoogste positie | Aantal weken | Opmerkingen                                           |
| ------------------------------------------------------------- | --------------------- | --------------------- | --------------- | ------------ | ----------------------------------------------------- |
| Whataya want from me                                          | 19-03-2010            | 27-03-2010            | 7               | 15           | Nr. 23 in de Single Top 100 / Alarmschijf             |
| If I Had You                                                  | 28-06-2010            | 03-07-2010            | tip3            | -            |                                                       |
| Better than I know myself                                     | 20-12-2011            | 24-12-2011            | tip10           | -            |                                                       |
| Lay Me Down                                                   | 21-04-2014            | 26-04-2014            | tip4            | -            | met Avicii & Nile Rodgers                             |
| Ghost Town                                                    | 22-04-2015            | 30-05-2015            | 6               | 25           | Nr. 8 in de Single Top 100 / Alarmschijf / 3x Platina |
| Another Lonely Night                                          | 21-09-2015            | 17-10-2015            | 35              | 2            | Alarmschijf                                           |
| Welcome To The Show                                           | 17-03-2016            | 26-03-2016            | tip13           | -            | met Laleh                                             |

| Single met hitnotering(en) in de Vlaamse Ultratop 50 | Datum van verschijnen | Datum van binnenkomst | Hoogste positie | Aantal weken | Opmerkingen                  |
| ---------------------------------------------------- | --------------------- | --------------------- | --------------- | ------------ | ---------------------------- |
| Whataya want from me                                 | 15-03-2010            | 27-03-2010            | tip2            | -            |                              |
| If I had you                                         | 12-07-2010            | 28-08-2010            | 50              | 1            |                              |
| Better than I know myself                            | 02-01-2012            | 28-01-2012            | tip15           | -            |                              |
| Never close your eyes                                | 16-04-2012            | 05-05-2012            | tip14           | -            |                              |
| Ghost town                                           | 01-05-2015            | 23-05-2015            | tip30           | -            |                              |
| Can't go home                                        | 25-03-2016            | 16-04-2016            | tip             | -            | met Steve Aoki & Felix Jaehn |

### NPO Radio 2 Top 2000
Van Adam Lambert stond alleen Ghost Town in 2015 in de NPO Radio 2 Top 2000, op plek 1905.

## Tournees
- 2009: American Idols LIVE! Tour 2009
- 2010: Glam Nation Tour
- 2012: Queen + Adam Lambert Tour 2012
- 2013: We Are Glamily Tour
- 2014-2015: Queen + Adam Lambert Tour 2014-2015
- 2016: The Original High Tour
- 2016: Queen + Adam Lambert Summer Festival Tour 2016
- 2017-2018: Queen + Adam Lambert Tour 2017-2018
- 2019-2022: The Rhapsody Tour (met Queen)